# Cosmonette Glacier
Cosmonette Glacier är en glaciär i Antarktis. Den ligger i Östantarktis. Nya Zeeland gör anspråk på området. Cosmonette Glacier ligger 377 meter över havet.
Terrängen runt Cosmonette Glacier är varierad. Trakten är obefolkad. Det finns inga samhällen i närheten.